# Гай Гостілій Манцін
Гай Гостілій Манцін (лат. Gaius Hostilius Mancinus; ? — після 137 до н. е.) — політичний, державний та військовий діяч Римської республіки, консул 137 року до н. е.

## Життєпис
Походив з роду Гостіліїв. Син Авла Гостілія Манціна, консула 170 року до н. е. Про життя Гая Манціна відомо замало. 
У 140 році до н. е. став претором. У 137 році до н. е. був обраний консулом разом з Марком Емілієм Лепідом Порціною. Як провінцію отримав Ближню Іспанію.
Гостілій продовжив війну з Нуманцією, намагаючись здолати коаліцію кельтіберських племен, проте зазнав поразки й був оточений. Завдяки своєму квесторові Тиберію Семпронію Гракху зумів укласти мирний договір з нумантійцями. Проте сенат та народні збори не визнали цього договору. Манцін був позбавлений посади та виданий кельтіберам на знак відмови від договору. Проте останні не прийняли Манціна. По поверненню до Риму Гостілій був виключено із сенату. Подальша доля невідома: за деякими відомостями через декілька років знову став претором.